# Алекс Пачеко
Александр Фернандо Пачеко (нар. 1958) — американський активіст із захисту прав тварин. Є засновником організації 600 Million Stray Dogs Need You (600 мільйонів бродячих собак потребують вас), співзасновником і колишнім головою «People for the Ethical Treatment of Animals» («Люди з питань етичного поводження з тваринами» (PETA) та членом консультативної ради Товариства охорони морських вівчарок
Пачеко вперше був в екіпажі з капітаном Полом Ватсоном у 1979 році на кораблі «Морська вівчарка» через Атлантичний океан, під час кампанії протистояння португальському піратському китобійному кораблю Сьєрра. І Морська вівчарка, і Сьєрра були потоплені після захоплення португальською владою.
Пачеко став відомим громадським активістом у 1981 році, коли разом з Інгрід Ньюкірк, розповіли громадськості про справу мавп із Сілвер-Спринг — кампанії з випуску 17 макак, які їдять крабів, над якими проводили експерименти в Інституті досліджень поведінки в Сілвер-Спрінг (штат Меріленд). Режисер Олівер Стоун відзначив, що політична кампанія по врятуванню мавп породила рух за права тварин у США.

## Раннє життя та освіта
Алекс Пачеко народився 1958 року в Джолієт, штат Іллінойс, але переїхав до Мексики зі своєю родиною, коли він був зовсім маленьким, де його та двох братів і сестер виховували біля океану його мексиканський батько, лікар та мати, американська медсестра. Кеті Сніг Гільєрмо пише в «Monkey Business» (1993), що раннє життя Пачеко було наповнене тваринами; кажани жили на дерева гевея у його передньому подвір'ї, змії спали за скелями поблизу, а рибалки регулярно перетягували дельфінів з води на пляж. Замість того, щоб тварин вбивали за їжу на бійнях, перед ним часто вбивали свиней, волів, курчат та індиків.
Сім'я покинула Мексику, коли Пачеко навчався у молодших класах, і переїхала між Огайо, Індіаною та Іллінойсом. Його інтерес до тварин продовжувався. Він купував черепах і птахів у зоомагазинах і макак, яких він називав чи-чи та носив на плечі, коли ходив будинком.
Він відвідував католицький університет в Огайо, маючи намір вступити до священства, але, перебуваючи в Канаді, навчаючись на першому курсі в університеті, він відвідав товариша, який працював на м'ясокомбінаті. Гільєрмо пише, що його вразило, коли двоє чоловіків кидають новонароджене теля, вирізане з матки її забитої матері, на смітник. Через тиждень товариш подарував йому копію Визволення тварин Пітера Сінгера, і він повернувся до Огайо як вегетаріанець. Його серце більше не стало священиком, і він вирішив відвідувати Державний університет штату Огайо в Колумбусі, штат Огайо, замість цього присвятити себе тому, що він називає допомагати «іншими людьми».

## Громадська діяльність

### Морська вівчарка
В університеті Пачеко організував кампанії проти використання пасток для ніг та кастрації свиней та великої рогатої худоби без наркозу. Гільєрмо пише, що оскільки Огайо є аграрним штатом, його активізм зустрічався з жорсткою опозицією та випадковим анонімним телефонним дзвінком, який погрожував відтяти йому голову.
У 1979 році він побував на зустрічі з Клівлендом Аморі в Суботньому огляді (в Колумбусі, штат Огайо) який також був засновником Фонду тварин. Після розмови він поговорив з Аморі та пішов добровольцем у море. Пачеко вперше увійшов до екіпажу з Полом Ватсоном на кораблі влітку 1979 року (і знову в 2003 році). Він працював у машинному залі та на палубі під час першої кампанії захисту китів Морської вівчарки, відомої як Кампанія Сьєрра Атлантичний океан, яка закінчилася потопленням Морської вівчарки та Сьєрри, в Португалії в 1980 році.

### Мавпи з Сілвер-Спринг
Кампанія захисту мавп «Сілвер-Спрінг» розпочалася в 1981 році, коли Пачеко влаштувався на роботу волонтером до Інституту досліджень поведінки у Сілвер-Спрінг (штат Меріленд). Едуард Тауб, психолог, різав сенсорні ганглії, через які йшли нерви до пальців, рук та ніг 17 мавп макак — процес, відомий як «деаференціація», — щоб мавпи не могли їх відчути. (У деяких з них були розрізані цілі хребти.) Тауб застосував стриманість та ураження електричним струмом, щоб змусити мавп використовувати кінцівки, які вони не могли відчути. Він виявив, що, мотивовані сильним голодом або бажанням уникнути ураження електричним струмом, вони можуть бути спонукані використовувати свої глухонімі кінцівки. Дослідження частково призвело до виявлення нейропластичності всередині рухової системи приматів та нової терапії для жертв інсульту, яка називається руховою терапією, спричиненою обмеженнями, яка допомогла б відновити використання уражених кінцівок. 
Пачеко повідомив Тауба про порушення законів щодо жорстокого поводження з тваринами, що ґрунтуються на умовах життя тварин. (Норман Додж заявив, що Пачеко опублікував деякі зроблені ним світлини — твердження, яке ніколи не було доведено. У 1990 році журнал Washingtonian опублікував те саме твердження. Після того як PETA подала до суду на Вашингтоніан за наклеп, журнал опублікува вибачення.) Поліція здійснила рейд до лабораторії, вилучила мавп і звинуватила Тауба у 119 випадках жорстокості до тварин та ненадання належної ветеринарної допомоги. 113 обвинувачень було відхилено на першому засіданні суду. Спочатку Тауба було засуджено за шістьма порушеннями законодавства через ненадання належної ветеринарної допомоги. П'ять обвинувачень було відхилено після другого судового розгляду, а остаточне засудження було скасовано під час апеляції, коли суд постановив, що Закон Меріленду про запобігання жорстокості до тварин не стосується дослідників.
У кампанії із захисту мавп після програшу у суді PETA дійшов до Верховного суду Сполучених Штатів. Це був перший випадок захисту прав тварин, хоча новостворена PETA врешті-решт не змогла у цій судовій тяганині забезпечити звільнення тварин. Процедура, яка тривала роки, породила велику кількість розголосу для PETA, перетворивши від того, що Інгрід Ньюкірк назвала «п'ять людей у підвалі» до загальнонаціонального руху. У результаті цієї справи підкомітет Палати представників з питань науки, досліджень та технологій провів слухання, які призвели до прийняття Закону про добробут тварин у 1985 та 1986 роках. Кожна установа, що мала федеральне фінансування для проведення досліджень на тваринах повинна була мати Інституційний комітет з догляду та використання тварин, завданням якого є нагляд за доглядом лабораторних тварин у цій установі.

### Захоплення диких свиней та кіз на Гаваях
У 1992 році Пачеко та співробітники поїхали на гавайський острів Молокаї і знищили кілька сотень дротяних сіток через які свині та кози помирали повільно від задухи, голоду та зневоднення. Пастки були встановлені Nature Conservancy, намагаючись зберегти місцеві види шляхом вбивства немісцевих видів. Після того, як це було оприлюднено, охорона природи припинила захоплення.

### Собаки в лабораторії поранення Пентагону
У липні 1983 року The New York Times повідомила, що Пачеко домігся того, що міністр оборони Каспар Вайнбергер припинив плани Пентагону відстрілювати собак у «ранній лабораторії» у військовому медичному закладі поблизу Вашингтона, округ Колумбія. Пачеко дізнався про проект і повідомив про це Конгресу та The Washington Post. У Вайнбергера був коллі, і коли він прочитав статтю, він негайно заборонив використовувати собак у дослідах. Через два дні він також наказав Пентагону переглянути плани та призупинити відстріл свиней, кіз та інших тварин до завершення огляду.
Пачеко продовжував підвищувати поінформованість громадськості щодо цього питання через протести.
У листопаді 1983 року представники Конгресу доручили Міністерству оборони США не використовувати собак і котів у жодних лабораторіях. Це рішення набуло чинності в січні 1984 року.
Наприкінці 1984 року, після тривалого тиску громадськості та завершення огляду, за розпорядженням секретаря Вайнбергера, секретарі армії та ВВС заборонили використовувати собак та котів не лише у лабораторіях, але й у всіх підконтрольних їм біомедичних та клінічних дослідженнях.

### Забій коней у Техасі
Наприкінці 1983 року Пачеко поїхав до округу Фоллз у штаті Техас, щоб розслідувати повідомлення про коней, що гинуть на полях. Принаймні 14 000 коней зібрала компанія під назвою Horses Unlimited, яка планувала відгодувати їх на забій та продаж у Європі як кінське м'ясо. Натомість 2000 коней загинули від голоду, а третина тих, що залишились страждала від важкого недоїдання.
Пачеко з колегами намагалися допомогти коням, але влада округу Фоллз погрожувала арештом, повідомила журналістам PETA. Він розпочав своє розслідування та докази жорстокості у національних ЗМІ на початку 1984 року. Державні слідчі назвали це «одним з найбільших випадків жорстокого поводження з тваринами в історії держави», а Джейсі Різ описав це як «перше сучасне приховане розслідування жорстокого поводження з тваринами» у своїй книзі "Кінець ведення тваринництва " у 2018 році.
В результаті його зусиль Пачеко постав перед судом присяжним за кримінальними звинуваченнями. Його представляв відомий захисник Річард «Скакун» Хейнес, і звинувачення було знято. Того ж місяця операція забою припинилася назавжди.

### Експерименти з бабуїнами в лабораторії штату Пенсільванія
У травні 1984 року Пачеко записав 30-хвилинне відео під назвою « Непотрібна суєта», засноване на 60-годинних відеокасетах, знятих у штаб-квартирі штату Пенсильванія, отриманих підпільною організацією « Фронт звільнення тварин» .
На відео, зробленому дослідниками, було показано, що бабуїни отримували важкі травми голови та шиї від машин. Відео також включало кадри дослідників, котрі сміються над пораненими тваринами з пошкодженим мозком.
Після майже року інших зусиль, щоб перешкодити федеральному уряду продовжувати фінансувати цю лабораторію, в липні 1985 року Пачеко привів приблизно 100 активістів на засідання в штаб-квартирі Національного інституту охорони здоров'я. Засідання тривало чотири дні, після чого секретар охорони здоров'я та соціальних служб Маргарет Геклер публічно оголосила про припинення фінансування (14 мільйонів доларів) лабораторії травм голови Університету Пенсільванії.

### Тестування на тваринах; зменшення продажі хутра
Під час свого 20-річного перебування на посаді голови PETA Пачеко брав участь у приверненні уваги громадськості до способів поводження з тваринами в косметичних тестах та в закликанні компаній відмовитися від цієї практики. Ці кампанії призвели до того, що великі компанії, такі як Avon, Revlon та Benetton, припинили тести на тварини на продуктах, що продаються в США, та сотні інших компаній, що зобов'язалися зробити це.
Він також брав участь у інформуванні громадськості про поводження з тваринами, які використовуються для хутра. Заклики PETA публікувалися засоби масової інформації, що привело до спаду продажів речей з хутра.

### Прес-секретар Фронту визволення тварин
Пачеко став предметом великих розслідувань судів присяжних, тому що він інколи отримував інформацію від і виступав речником підпільного Фронту визволення тварин, активісти якого проривалися до тваринницьких приміщень, щоб вивозити тварин, збирати докази жорстокості, а іноді і пошкоджувати лабораторне обладнання.

## Нагороди
Абатство миру, Шерборн, Массачусетс, нагородило Алекса Пачеко премією Мужність совісті в 1995 році.
У 2001 році Пачеко був уведений до Залу слави прав людини в США.